# Micromundo Producciones
Micromundo Producciones es una productora de cine documental chilena fundada por Maite Alberdi en 2008. Entre sus producciones se encuentran los documentales nominados al Óscar: El agente topo y La memoria infinita (también ganadora de un Goya y un Premio Platino).

## Películas
Largometrajes
- El salvavidas (2011)
- La once (2014)
- Los niños (2016)
- El agente topo (2020)
- La memoria infinita (2023)

Cortometrajes
- Las peluqueras (2008)
- Yo no soy de aquí (2016)
- Las fugitivas (2021)

## Premios
Premios Óscar
| Año  | Película            | Categoría                     | Resultado |
| ---- | ------------------- | ----------------------------- | --------- |
| 2020 | El agente topo      | Mejor largometraje documental | Candidato |
| 2024 | La memoria infinita | Mejor largometraje documental | Candidato |

Premios Independent Spirit
| Año  | Película       | Categoría        | Resultado |
| ---- | -------------- | ---------------- | --------- |
| 2021 | El agente topo | Mejor documental | Candidato |

Premios Goya
| Año  | Título              | Categoría                     | Resultado |
| ---- | ------------------- | ----------------------------- | --------- |
| 2015 | La once             | Mejor película iberoamericana | Candidato |
| 2020 | El agente topo      | Mejor película iberoamericana | Candidato |
| 2023 | La memoria infinita | Mejor película iberoamericana | Ganador   |

Premios Platino
| Año  | Título              | Categoría        | Resultado |
| ---- | ------------------- | ---------------- | --------- |
| 2024 | La memoria infinita | Mejor documental | Ganador   |